# Aulaxina
Aulaxina is een geslacht van korstmossen dat behoort tot de orde Lecanorales van de ascomyceten. De typesoort is Aulaxina opegraphina.

## Soorten
Volgens Index Fungorum telt het geslacht vier soorten (peildatum december 2023):
| Soortnaam            | Auteur(s)          | Publicatiejaar |
| -------------------- | ------------------ | -------------- |
| Aulaxina aggregata   | Lücking & Kalb     | 2002           |
| Aulaxina dictyospora | R. Sant.           | 1952           |
| Aulaxina epiphylla   | (Zahlbr.) R. Sant. | 1952           |
| Aulaxina opegraphina | Fée                | 1825           |